# Flugplatz Mosenberg

i7
i11
i13
Der Sonderlandeplatz Mosenberg (ICAO-Code: EDEM) ist ein Flugplatz bei Lengemannsau, einem Stadtteil von Homberg/Efze im  Schwalm-Eder-Kreis in Nordhessen.  Der Flugplatz liegt auf einem nach Norden und Süden beidseitig stark abfallenden Plateau zwischen dem Kleinen und Großen Mosenberg.
Der Flugplatz Mosenberg wurde im Jahr 1932 angelegt und zählt damit zu den ältesten Segelflugplätzen Deutschlands. Bereits in der frühen Zeit der Segelfliegerei wurden hier beachtliche Hangflugleistungen erreicht. Spätestens zum Ende der 1970er Jahre entdeckten auch Modellflieger das Gelände für ihre Aktivitäten.
Betreiber des Platzes ist der Luftsportverein Homberg/Efze, der seinen Aktivitätsschwerpunkt auf den Segelflug legt. Betriebsschwerpunkt ist das Wochenende; auf Nachfrage bestehen dann Gastflugmöglichkeiten.  Der Kantinenbetrieb wird an Wochenenden geöffnet. Nach vorheriger Anmeldung bei der Flugleitung des Platzes starten vom Steilhang des großen Mosenberg Hängegleiter- und Gleitschirmflieger. Modellflieger nutzen etwas unterhalb die Hangflugmöglichkeiten.
Der deutsche Konstruktionspionier von UL-Flugzeugen Michael Platzer hat auf dem Mosenberg seine fliegerische Heimat.